# Étivey
Étivey település Franciaországban, Yonne megyében. Lakosainak száma 186 fő (2022. január 1.). Étivey Villiers-les-Hauts, Aisy-sur-Armançon, Bierry-les-Belles-Fontaines, Châtel-Gérard, Nuits, Pasilly, Perrigny-sur-Armançon és Sarry községekkel határos.

## Népesség
A település népességének változása:
| Lakosok száma | 206  | 200  | 204  | 197  | 196  | 195  | 192  | 190  | 186  |
|               | 2013 | 2015 | 2016 | 2017 | 2018 | 2019 | 2020 | 2021 | 2022 |